# Bélier
Bélier és una de les 31 regions de Costa d'Ivori que està situada al centre del país. La seva capital és Toumodi, que està situada a 30 km de Yamoussoukro, la capital política de l'estat. La regió té 6.809 km². El 2013 tenia una població estimada de 346.702 habitants.

## Geografia
La regió de Bélier està situada al centre de Costa d'Ivori, al nord de la capital política, Yamoussoukro. Està en una zona de transició entre la zona boscosa del sud del país i la zona de sabana del nord. Té una pluviometria mitjana d'entre 1000 i 1200 mm i la seva temperatura mitjana és de 30 °C. Té dues estacions humides i dues estacions seques, cosa que afavoreix l'agricultura. A la regió hi ha dos llacs navegables: el llac de Kossou, que fa 58 km de llargària i el llac del Kan Long, que fa 6 km de llargada.

### Situació geogràfica i regions veïnes
Al nord de Bélier hi ha la regió de Gbeke, a l'est hi ha les regions de N'zi i de Moronou, al sud la d'Agneby-Tiassa i a l'oest hi ha les regions de Marahoué, Goh i el Districte Autònom de Yamoussoukro.

## Demografia
Segons el cens del 1998 Bélier tenia 228.202 habitants i segons l'estimació de la població del 2013 en té 346.702.

## Departaments i municipis
La regió de Bélier té quatre departaments: Didiévi, Djekanou, Tiébissou i Toumodi.
El departament de Didiévi té els municipis de Didiévi i de Tié-N'diékro i les sots-prefectures de Didiévi, Tié-N'diekro, Molonoublé, Boli i Raviart.
El departament de Djékanou té el municipi de Djékanou i les sots-prefectures de Djékanou i de Bonikro.
En el departament de Tiébissou hi ha el municipi de Tiébissou i les sots-prefectures de Tiébissou, de Molonou, de Lomokankro i de Yakpabo Sakassou.
En el departament de Toumodi hi ha els municipis de Toumodi (capital de la regió) i de Kokumbo i les sots-prefectures homònimes i les de Kpouèbo i d'Angoda.

## Economia
L'agricultura és el sector econòmic principal de la regió, tot i que també cal esmentar els sectors miners i turístic.
La regió, situada al centre del país, està ben comunicada amb els grans centres urbans. La seva capital està a 198 km d'Abidjan, la capital econòmica i només a 30 km de Yamoussoukro, la política. Dimbokro, capital de la regió de N'zi està només a 40 km de Toumodi. Això fa que hi hagi previsió que es creïn zones industrials en aquesta ciutat.
Els principals cultius destinats a la venda són el cacau (3.600 tones anuals), el cafè (210 tones anuals), l'oli de palma (700 tones anuals), els anacards (1750 tones anuals) i l'hevea. Els principals cultius destinats a l'alimentació són el nyam (80.000 tones anuals), la mandioca (65.000), la banana (6.000), l'arachis (1.200 t.), el blat de moro (1.050 t.) i l'arròs (3.700 t.). Pel que fa a la ramaderia, els sectors més destacats són el boví (16.950 caps de bestiar), l'oví (5.280), el caprí (1.200), el porcí (1.500) i l'aviram (26.000). A més a més, la piscicultura proporciona 75 tones anuals de productes piscícoles.

## Transports
La regió està travessada per la línia ferroviària entre Abidjan i Yamoussoukro i per l'autopista que uneix les dues ciutats.

## Turisme
Entre els principals atractius turístics destaquen:
- La reserva de fauna d'Abokouamékro
- La cadena muntanyosa Chaîne Baoulée
- Llacs Kossou i Kan
- Gruta Mariale de Raviart

## Cultura
Entre les seves manifestacions culturals tradicionals, hi destaca una gran diversitat de danses entre les quals hi ha: la goly, la gbô, l'adjos, l'adjémlé, el tam-tam parlat (klin ppli) i el kôtou.
També cal destacar l'artesania del tèxtil, de l'orfebreria i de l'escultura.